# Gambrus biannulator
Gambrus biannulator är en stekelart som först beskrevs av Constantineanu 1973.  Gambrus biannulator ingår i släktet Gambrus och familjen brokparasitsteklar. Inga underarter finns listade i Catalogue of Life.